# لنتانة كراكاسية
اللانتانا الكاراكاسية (الاسم العلمي: Lantana caracasana) هي نوع نباتي يتبع جنس اللانتانا من فصيلة اللويزية.